# Дајер (Индијана)
Дајер (енгл. Dyer) град је у америчкој савезној држави Индијана.

## Демографија
По попису из 2010. године број становника је 16.390, што је 2.495 (18,0%) становника више него 2000. године.
| Група             | 2000.          | 2010.          |
| Белци             | 12.763 (91,9%) | 13.766 (84,0%) |
| Афроамериканци    | 91 (0,7%)      | 410 (2,5%)     |
| Азијати           | 222 (1,6%)     | 481 (2,9%)     |
| Хиспаноамериканци | 696 (5,0%)     | 1.520 (9,3%)   |
| Укупно            | 13.895         | 16.390         |